# Pica del Canigó
De Pica del Canigó (Catalaans), Frans Pic du Canigou, is de hoogste top van het "Massís del Canigó", in het Franse deel van de oostelijke Pyreneeën. Hij ligt in het departement Pyrénées-Orientales. De berg is 2784,66 meter hoog. De plek kreeg het keurmerk Grand Site de France.
Op een van de noordwestelijke hellingen ligt, op 1094 m hoogte, de beroemde abdij van Saint-Martin du Canigou (Catalaans: monestir de Sant Martí del Canigó).
De Pica del Canigó is in één of twee dagen te beklimmen vanaf diverse kanten. Tot 2019 kon men met de eigen auto of met behulp van 4x4-jeeps tot aan de Refuge des Cortalets komen en de bergtop vanaf daar in twee uur beklimmen. Sinds november 2019 is dit verboden en kan de hut enkel te voet bereikt worden. 

## Geografie
De Canigó ligt tussen Prades en Prats de Mollo, op circa 50 km van de Middellandse Zee en is vaak op meer dan 100 km afstand al zichtbaar. Twee dagen per jaar is door het fenomeen van astronomische refractie de berg zelfs zichtbaar in het 260 km verder gelegen Marseille.
In de nacht van 23-24 juni brandt op de berg het jaarlijkse St. Jansvuur.
De eerste geregistreerde beklimming van de berg is uitgevoerd door (o.a.) Peter III van Aragón, in 1285.
Naast de Pica del Canigó heeft het Massis del Canigó diverse bergtoppen:
- Pic Joffre (2362 m)
- Puig des Tres Vents (2731 m)

## Foto's

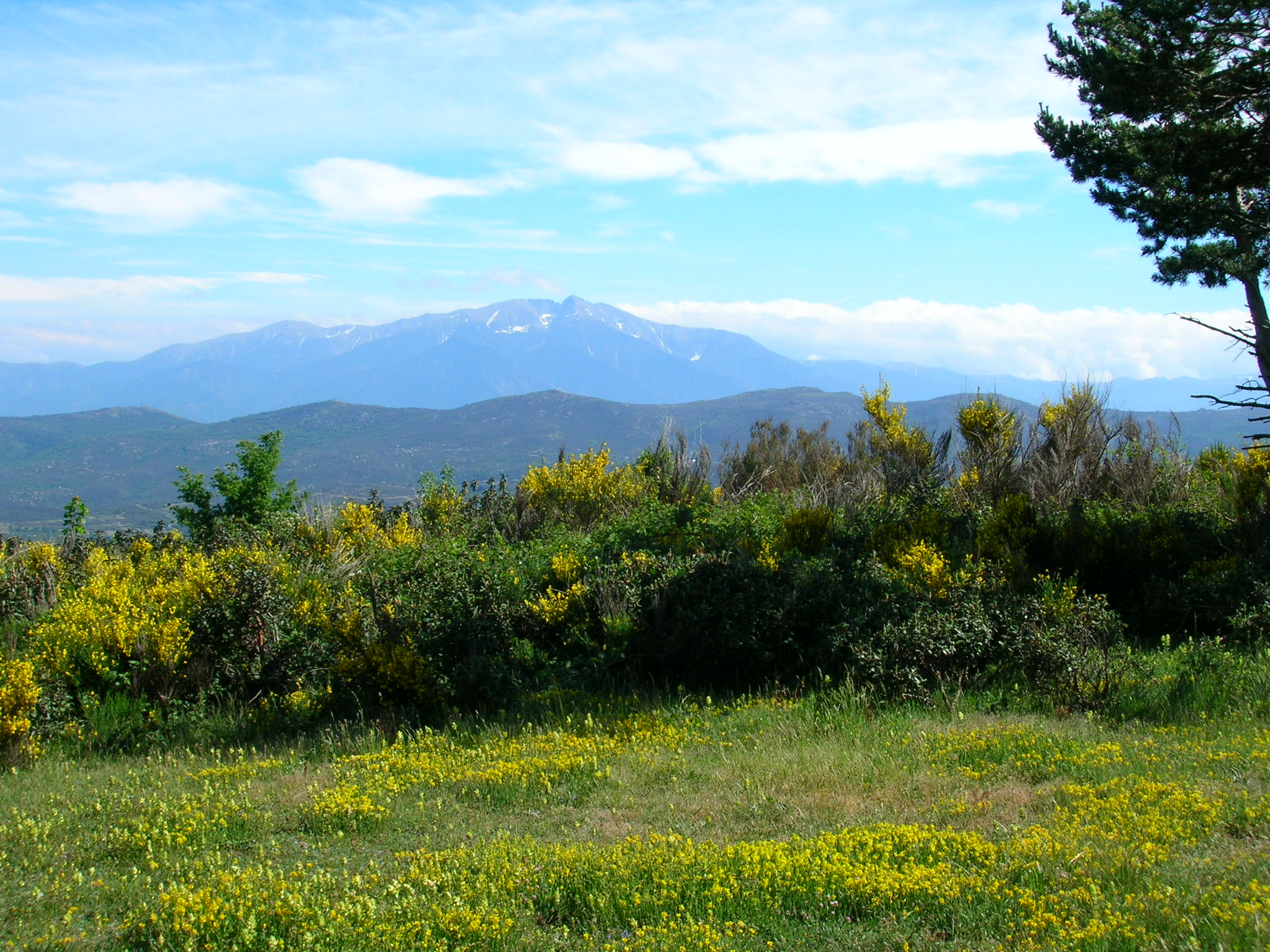
Zicht vanuit Prats-de-Sournia
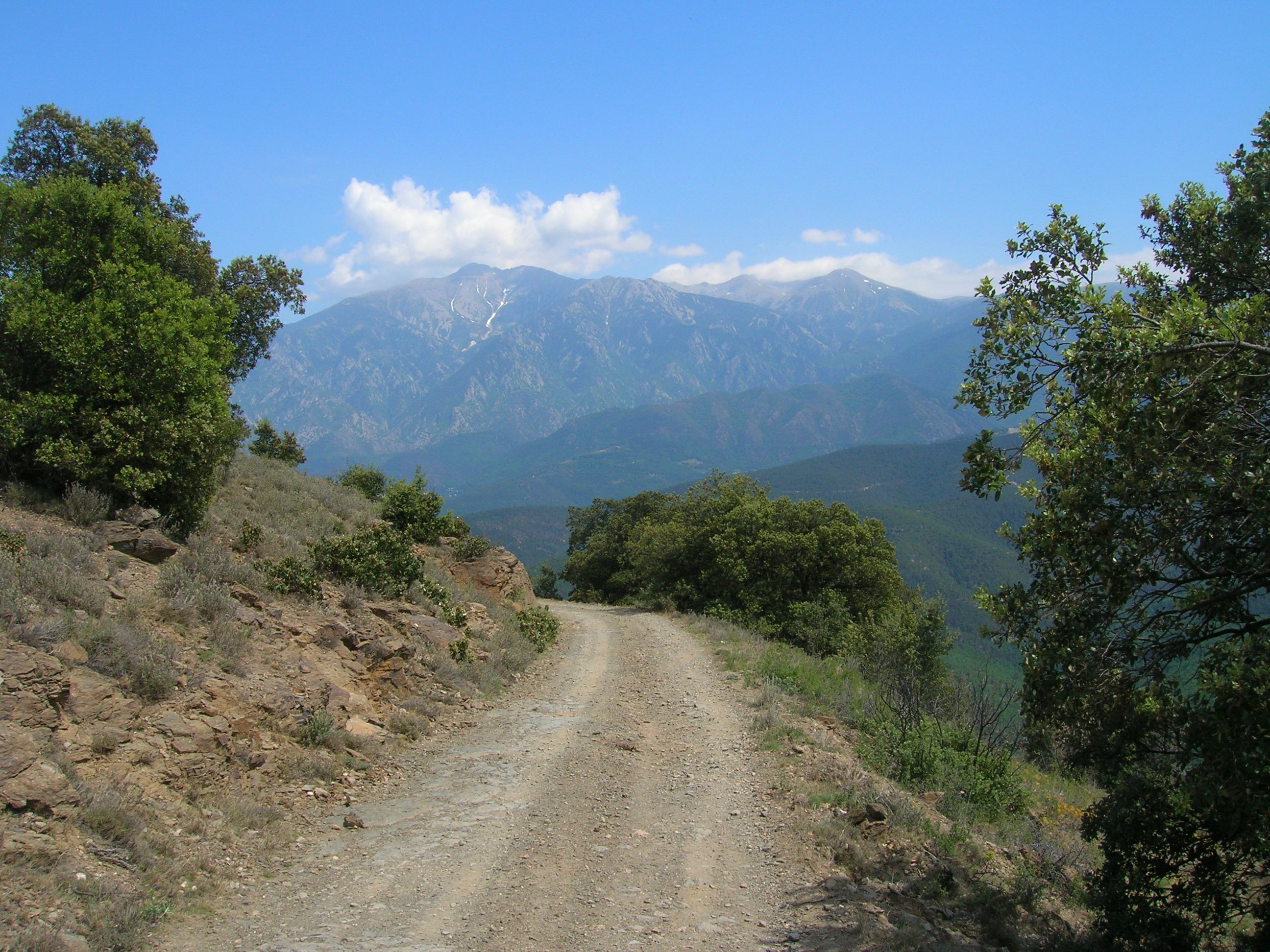
Zicht vanuit Jujols
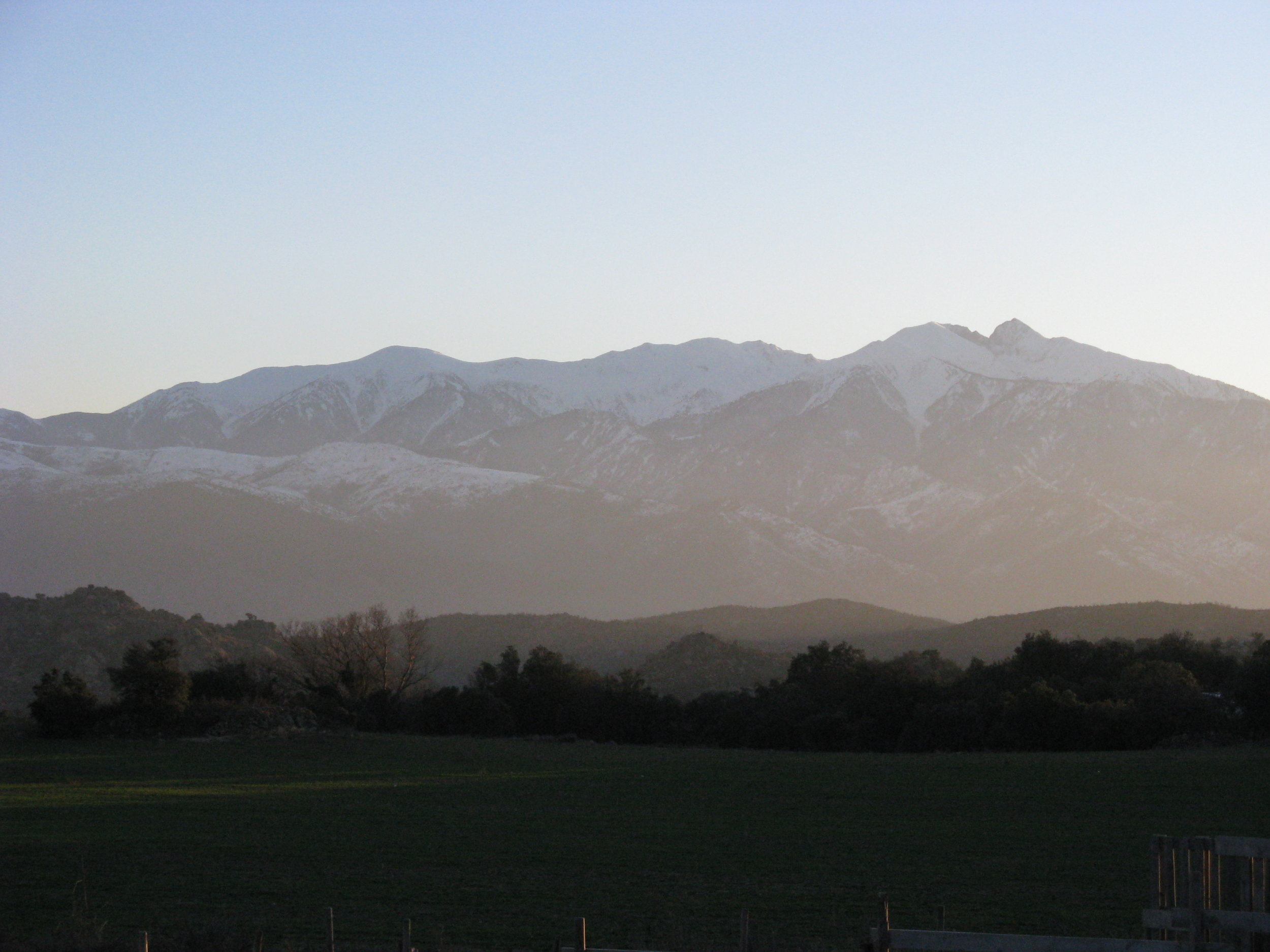
Zicht vanuit Montalba
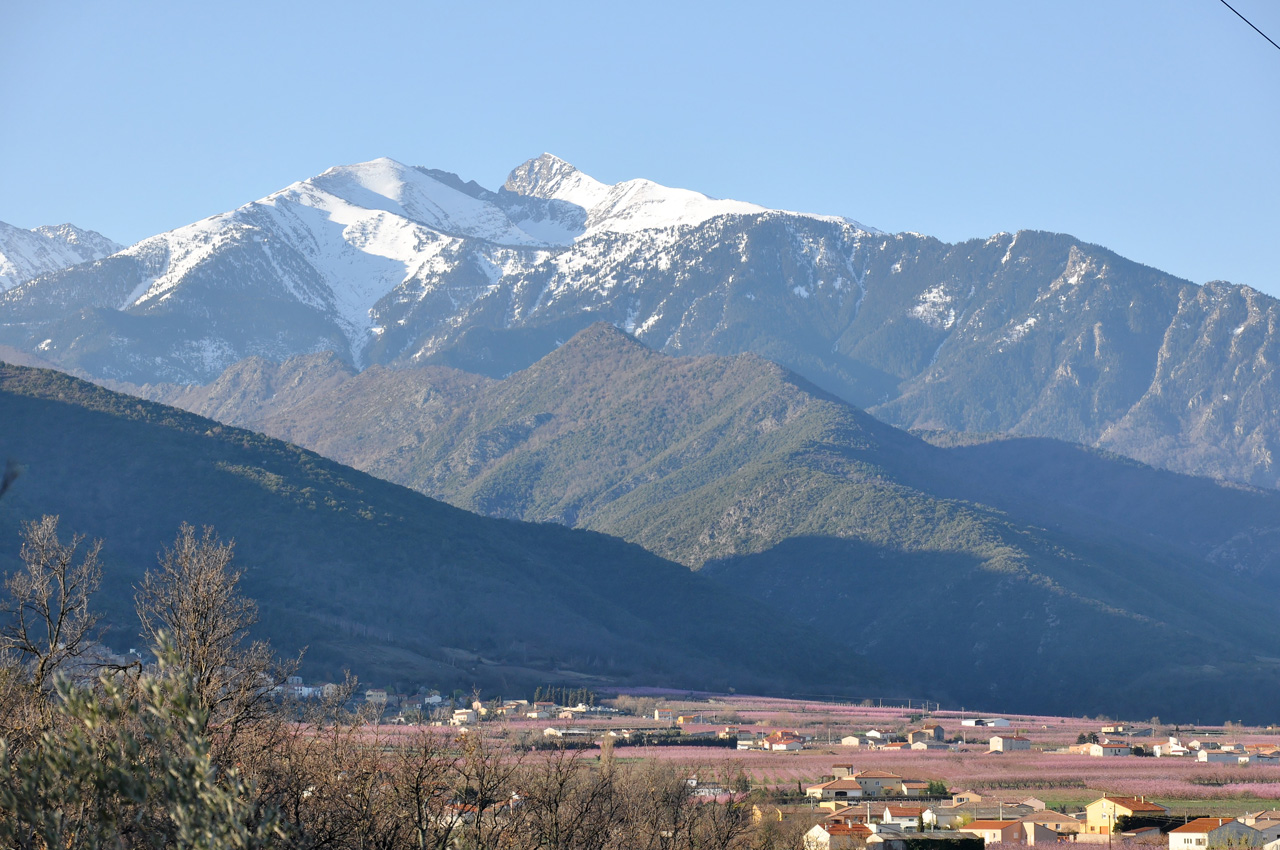
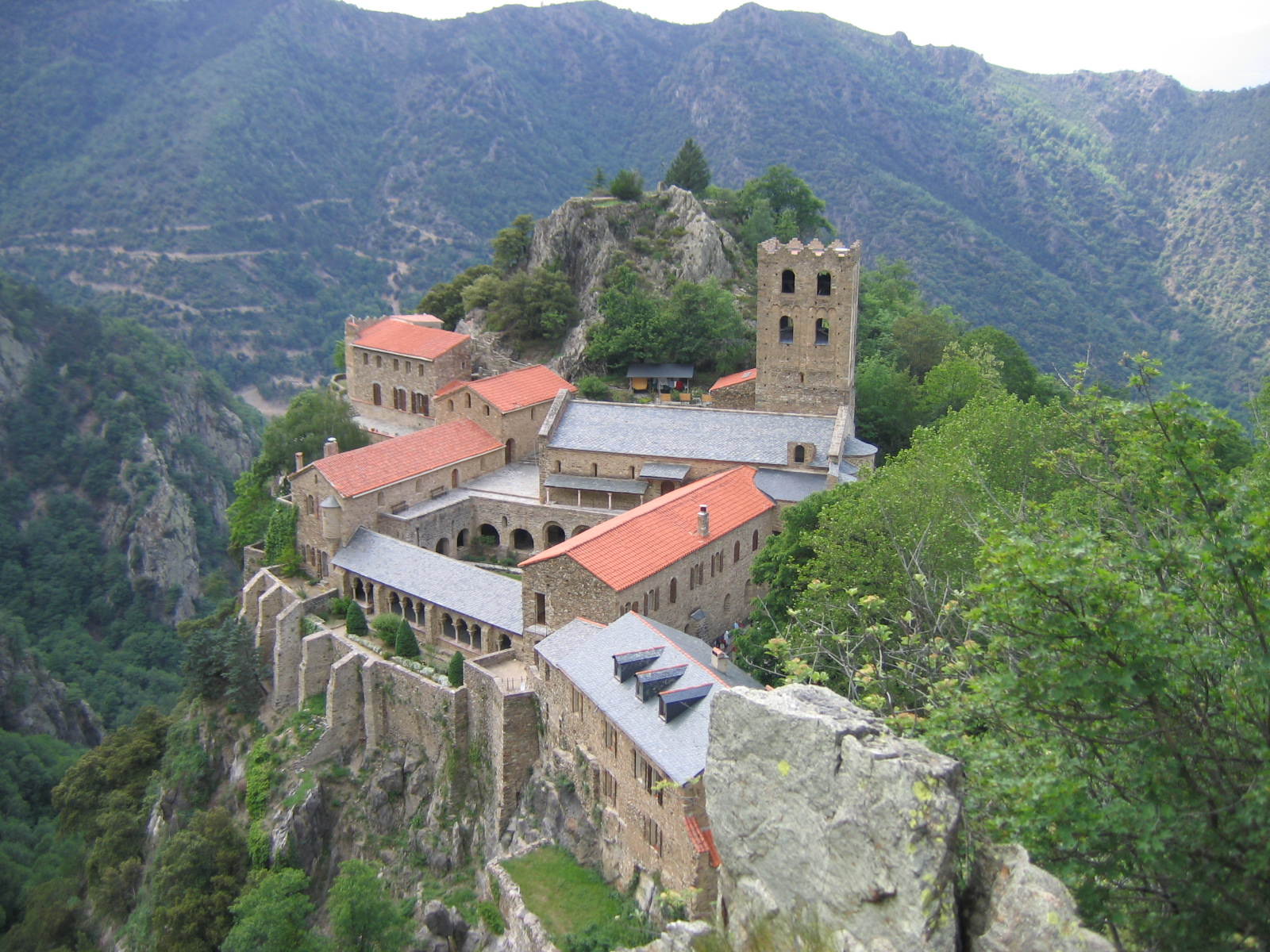
Abbaye Saint-Martin du Canigou vanuit het zuidoosten gezien
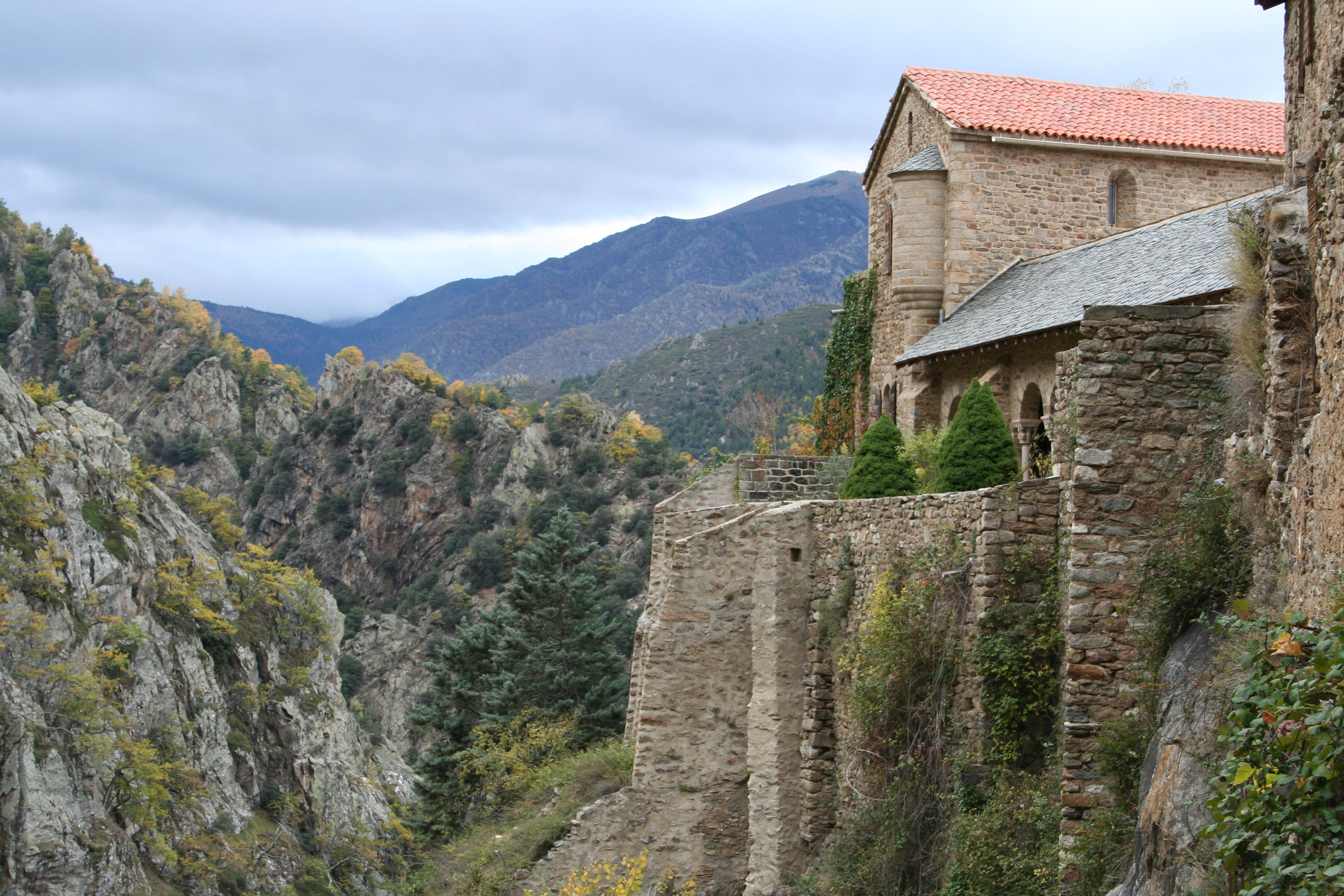
Abbaye Saint-Martin du Canigou vanuit het oosten gezien